# Erlspitze
Erlspitze är ett berg i Österrike.   Det ligger i distriktet Innsbruck-Land och förbundslandet Tyrolen, i den västra delen av landet, 400 km väster om huvudstaden Wien. Toppen på Erlspitze är 2 405 meter över havet, eller 604 meter över den omgivande terrängen. Bredden vid basen är 5,8 km.
Terrängen runt Erlspitze är bergig åt sydost, men åt nordväst är den kuperad. Runt Erlspitze är det ganska tätbefolkat, med 185 invånare per kvadratkilometer.. Närmaste större samhälle är Innsbruck, 10,3 km sydost om Erlspitze. 
I omgivningarna runt Erlspitze växer i huvudsak blandskog.